# Kaviar
Kaviar er saltet rogn fra visse fiskearter.

## Ordet "kaviar"
Kaviar staves med k på dansk. Ordet stammer fra det nordpersiske ord for fiskeæg/æg: χavjar* og fra det tyrkiske ord: khavyar.
- χ i χavjar udtales som ch i det tyske ord hoch.

## Historie
Støren har været spist siden stenalderen i Østeuropa og Mellemøsten. I 1600 tallet blev dens rogn en eksklusiv spise i Rusland, hvor kun kongelige måtte spise den. I 1800-tallet blev kaviar serveret på restauranter i USA gratis for at fremme tørsten og øge salget af drikkevarer. På samme måde som peanuts i dag. Amerika begyndte at eksportere kaviar. Det var den tyske emigrant Henry Schacht der i 1873 var pioner for eksport af kaviar til 1 dollar pr. pund. Efter Henry Schacht fulgte andre eksportører, og i slutningen af 1800-tallet var USA verdens største eksportør af kaviar. Europa begyndte i begyndelsen af 1890'erne at sende det importerede kaviar tilbage til USA, blot under navnet russisk kaviar og en helt anden pris. Derved kom ca. 90 % af USA's importerede "russiske" kaviar fra USA.
Grundet det store marked for kaviar blev der fisket efter stør som aldrig før, og støren var ved at uddø i 1900 tallet, og prisen steg.

## Ægte kaviar
Den 15. maj 2006 skærpede EU kravene for ægte kaviar i en EU-bestemmelse.
Forskellige arter stør leverer æg i en bearbejdet udgave: kaviar.
Æggene skal have en af følgende farver:
- Sorte
- Sølvgrå
- Lysegrå
- Gulbrune

Ægte kaviar opdrættes fx i Frankrig, Italien og Sydamerika.

## Elbkaviar
Betegnelsen elbkaviar har tidligere været brugt om rognen fra europæisk stør når man skulle skelne fra russisk kaviar som primært kommer fra belugastør.

## Uægte kaviar
Uægte kaviar er æg fra andre fisk end støren som stenbider, hvis æg er lyserøde, men ofte farves sorte. Uægte kaviar kan også være æg fra lodde eller laks. Lakseæg er orange, ca. 3 mm i diameter og halvt gennemsigtige med en synlig lille fiskelarve.
Uægte kaviar er også betegnelsen for vegetarisk "kaviar" lavet af natriumalginat, calciumlaktat og aromastoffer, formet til små kugler med konsistens og smag som rigtig kaviar.